# 新疆东部

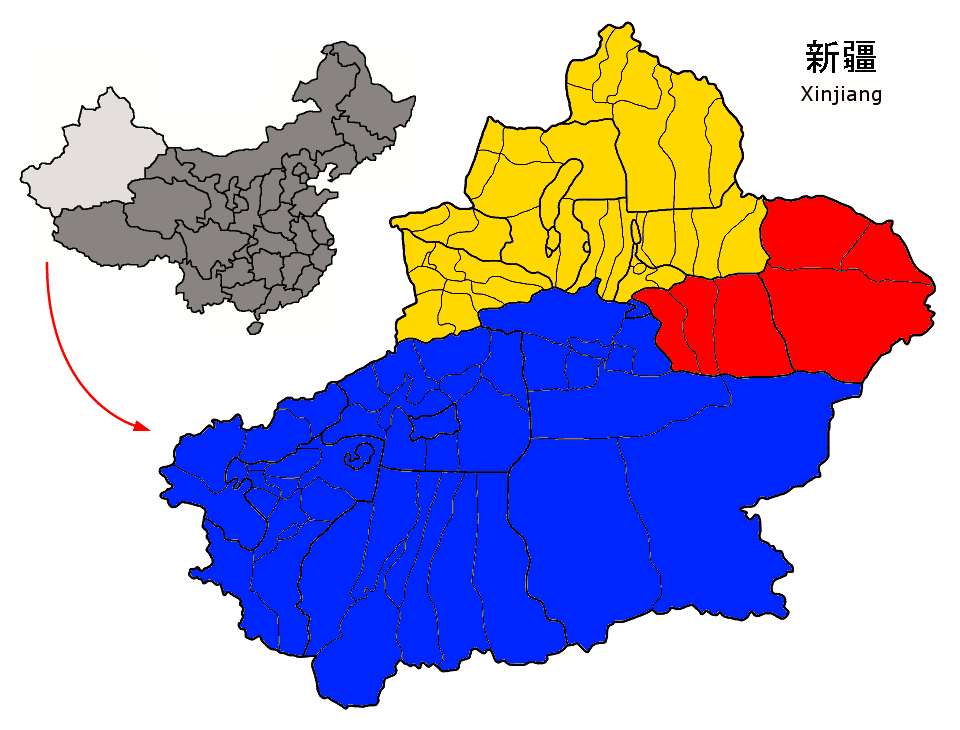
依现行行政区划区分的南疆（藍色）、北疆（黃色）及东疆（紅色）

新疆东部:4、又称东疆、东疆地区，指中国新疆维吾尔自治区天山以東的地区，吐鲁番－哈密盆地一带。依现行行政区划，即今哈密市、吐魯番市:10。亦有将昌吉回族自治州、乌鲁木齐市、巴音郭楞蒙古自治州歸入東疆的分法。北疆、南疆、东疆是新疆的三个地理分区。

## 地理
新疆东部总面积为20萬km²，荒漠景观面积为13萬km²。占東疆全区域的65%，宏观生态十分严峻:6。
沙漠、綠洲、水體三种主要景观类型中，新疆东部沙漠化呈现增强趋势:4。2000年代，新疆全部87个县级行政区中，有15个县级行政区的荒漠面积占县域面积50%以上，其中吐鲁番－哈密盆地有4个:8。